# Індра Деві
Індра Деві (англ. Indra Devi; справжнє ім'я — Євгенія Василівна Петерсон (латис. Eiženija Pētersone 12 травня 1899, Рига, Російська імперія — 25 квітня 2002, Буенос-Айрес, Аргентина) — одна з перших жінок- йогів, які отримали світову популярність, популяризаторка йоги в різних країнах світу.

## Ранні роки
Євгенія Петерсон народилася в Ризі в родині Василя Петерсона, банківського службовця шведського походження, і російської дворянки Олександри Лабунської, відомої в дореволюційній Росії актриси оперети, яка незважаючи на своє походження, мала успіх на сцені. Олександр Вертинський, який був частим гостем у актриси Лабунської, називав її маленьку дочку «Дівчинка не як-небудь, а не така як всі». (вірш «Дівчинка з капризами») Під час Першої світової війни сім'я з Риги переїхала до Петербурга. Там Євгенія закінчила гімназію і, вже тоді, мріючи стати актрисою, вступила до театральної студії Коміссаржевського. Бабуся була проти такого рішення, але Євгенія не здавалася, і незабаром їй вже стали давати головні ролі.
У 1915 році Євгенія Лабунська-Петерсон переїхала до Москви. Саме тоді їй і потрапила на очі перша книга про йогу. У 1920 році Євгенія разом з матір'ю емігрувала з Латвії до Німеччини, де почала театральну кар'єру, увійшовши до трупи Дягілевського Російського театру, з якою побувала в багатьох європейських столицях. Поворотним моментом в її житті стало відвідування лекцій Джідду Крішнамурті в Голландії, що пробудити у неї інтерес до індійської культури та релігії.

## В Індії
У 1927 році Євгенія Петерсон відвідала Індію, познайомившись з такими людьми, як Джавахарлал Неру, Махатма Ганді і Рабіндранат Тагор. Остаточно переселившись туди, вона змінила ім'я на Індра Деві і деякий час знімалася в боллівудських фільмах. Паралельно вона вчилася йоги в Бомбеї і Майсурі; її вчителем став Тірумалаї Крішнамачарьї, засновник йогашали в Джаганмоханському палаці в Майсурі. Переїхавши разом з чоловіком-дипломатом до Китаю, вона відкрила студію йоги в Шанхаї в лютому 1939 року; ентузіастам йоги протегувала Сун Мейлін, дружина диктатора Чан Кайші. Там вона прославилася і як виконавиця індійських храмових танців, яким навчалася в Мумбаї. Після закінчення Другої світової війни Індра повернулася до Індії, продовживши вдосконалюватися в мистецтві йоги і незабаром здобула популярність як перша людина Заходу, який навчає йоги в Індії.

## У США та Мексиці
У 1947 році, після смерті чоловіка, Індра Деві перебралася до Голівуду, де почала популяризувати йогу серед кінозірок. Серед її учнів — Рамон Новарро, Дженніфер Джонс, Грета Гарбо, Глорія Свенсон. Лекції та книги Індри Деві користувалися великою популярністю і чимало сприяли поширенню йоги в США.
Є відомості про те, що в 1960 році на запрошення індійського посла вона приїжджала до СРСР і зустрічалася з найбільшими радянськими державними діячами: Косигіним, Громико, Мікояном. У західній пресі її називали «жінкою, яка познайомила з йогою Кремль».
У 1961 році Індра Деві створила центр індуїзму в мексиканському місті Текате, де займалася підготовкою вчителів йоги.

## В Аргентині
У 1982 році вона вперше відвідала Аргентину, а в 1985 році вирішила залишитися там, почавши роботу з розповсюдження йоги, проводячи лекції та семінари в різних містах Латинської Америки і Європи. У червні 1988 року вона заснувала Фонд Індри Деві, який організовує зустрічі інструкторів йоги і сприяє поширенню вчення по всьому світу.
У травні 1990 року Індра Деві знову приїхала до СРСР. Вона відвідала рідну Ригу, Москву та інші міста, а ведучий популярної у епоху перебудови передачі «До і після півночі» Володимир Молчанов взяв у неї інтерв'ю. Пізніше Індра Деві побувала в Росії ще двічі: в 1992 році на запрошення Олімпійського комітету Росії і в 1994 році на запрошення аргентинського посла в Росії.
У 1999 році вона відзначила свій столітній ювілей, на якому були присутні 3000 осіб.
Проживши останні 17 років свого життя в Аргентині, Індра Деві померла в Буенос-Айресі на 103-му році життя.
Вона володіла 12 мовами, 5 з яких: російська, німецька, англійська, іспанська та французька залишалися в її активному користуванні до самих останніх днів її життя. 4[джерело?]